# Sideline Ho
A Sideline Ho Monica amerikai énekesnő harmadik kislemeze ötödik, The Makings of Me című stúdióalbumáról. A dal az amerikai Billboard Hot R&B/Hip-Hop Songs slágerlista 77. helyén nyitott csak a rádiós játszásoknak köszönhetően, és a 45. helyig jutott fel.

## Felvételek
A Sideline Ho egyike annak a két dalnak a The Makings of Me albumon, amin Monica együtt dolgozott a The Underdogs duóval és Tank énekessel az Atlantai Doppler Studiosban. A dalt egy expartnere ihlette, aki megcsalta egy modellel, és Monica egyik versén alapszik. Az énekesnő azt mondta, ez a kedvenc dala az albumon és egyben az egyik legszemélyesebb dal, amit valaha énekelt.
„A felvétel egy évekkel ezelőtti kapcsolatomról szól, ahol a lehető legjobban megaláztak” – mondta Monica a Billboardnak adott interjújában. „Meséltem Tanknek arról, hogy egy exem nyíltan, pofátlanul megcsalt – mintha az emberek nem tudnák, hogy van barátnője! Már a lány nevétől is végigfutott a hideg a hátamon. Tank megkérdezte: 'Akkor hogy hívtad?' Mire én: 'Nincs neve. Nincs jelentősége.' […] Mindig csak úgy emlegettem, 'az a balkézről való kurva', mert úgy tűnt, neki nagyon is megfelel ez a helyzet.”
Az AOL Music 2006. június 25-én belehallgatást engedett a teljes dalba, július 26-ra pedig az egész dal kiszivárgott az internetre. Egy gyorsabb tempójú remixe, melyet Greg Street és Carl Moe készített, később megjelent a 2007-es Monica: Made című mixtape-en. Bár készült egy rádióbarátabb dal is, amelyben a 'kurva' jelentésű ho szót a 'csaj' jelentésű chickre cserélték, a korlátozott példányszámú kislemezre végül az eredeti címen került fel a dal, igaz, cenzúrázott szöveggel.

## Fogadtatása
A kislemezt hivatalosan csak 2007 februárjának közepén küldték el az amerikai rádióadóknak, de a Billboard Hot R&B/Hip-Hop Songs slágerlistán már január 22-én megjelent, köszönhetően a rádiós játszásoknak. A listán a 77. helyen nyitott. Legmagasabb helyezése a 45. lett, ezzel kicsivel magasabbra került, mint az előző kislemez, az A Dozen Roses (You Remind Me).
A sikeres indítás ellenére a J Records nem volt hajlandó finanszírozni egy videóklip forgatását. Január 19-én, Monica egy videófelvételen kérte rajongóit, hogy gyűjtsenek aláírásokat és kérjék meg a kiadót, hogy készíttessen klipet a dalhoz. Február végén az énekesnő és munkatársai már tervezték a klipet, végül azonban nem került sor forgatásra.

## Számlista
CD kislemez (promó)
1. Sideline Ho (Album version) – 3:47
2. Sideline Ho (Radio version) – 3:52

CD maxi kislemez (promó)
1. Sideline Ho (Album Version) – 3:47
2. Sideline Ho (Squeaky Clean Version) – 3:47
3. Sideline Ho (Instrumental) – 3:44
4. Sideline Ho (Call Out Hook) – 0:10
5. Sideline Ho (Squeaky Clean Call Out Hook) – 0:10

## Helyezések
| Slágerlista (2007)                  | Legmagasabb helyezés |
| ----------------------------------- | -------------------- |
| USA Billboard Hot R&B/Hip-Hop Songs | 45                   |